# Cylindera gracilis
Cylindera gracilis es una especie de escarabajo del género Cylindera, tribu Cicindelini, familia Carabidae. Fue descrita científicamente por Pallas en 1773.
Se distribuye por Japón, Rusia, Corea, Mongolia, Turkmenistán y Ucrania. La especie se mantiene activa entre mayo y septiembre.